# Oogsteelslakkenworm
De oogsteelslakkenworm (Leucochloridium paradoxum) is een parasitair levende platworm (Trematoda, Digenea).

## Beschrijving
Deze parasitaire worm doorloopt enkele stadia die in verschillende gastheersoorten (vogels en landslakken) leven.

## Levenscyclus
De oogsteelslakkenworm  leeft in de cloaca van vogels. De eieren van de worm verlaten de vogel met de uitwerpselen. De eieren zijn met een harde wand omgeven. Als de eieren in oeverland van een zoet water terechtkomen, dan ontwikkelen zich vrijzwemmende 'miracidia'-larven. Deze larven infecteren de in dit biotoop levende amfibische landslak Succinea putris (Barnsteenslak). Door ongeslachtelijke voortplanting die in de slak plaatsvindt, ontstaan honderden cercariën die zich in een langwerpig orgaan bevinden, de sporocyste. Er kunnen zich verschillende van deze sporocysten in de slak bevinden. De sporocysten pulseren en vullen de tentakels van de slak zodanig dat deze ze niet meer kan intrekken. De sporocysten zijn opvallend gekleurd en door deze kleur en de pulserende beweging trekken zij vogels aan die vervolgens de tentakels opeten. Ook wijzigen geïnfecteerde slakken hun gedrag en vertonen zich vaker op plekken waar ze makkelijk gegrepen kunnen worden door vogels. De vogel wordt dan besmet met de cercarien die zich in de vogel tot volwassen wormen ontwikkelen. Deze volwassen wormen planten zich seksueel voort met eieren die de vogel met de uitwerpselen verlaten waarop de cyclus opnieuw begint.

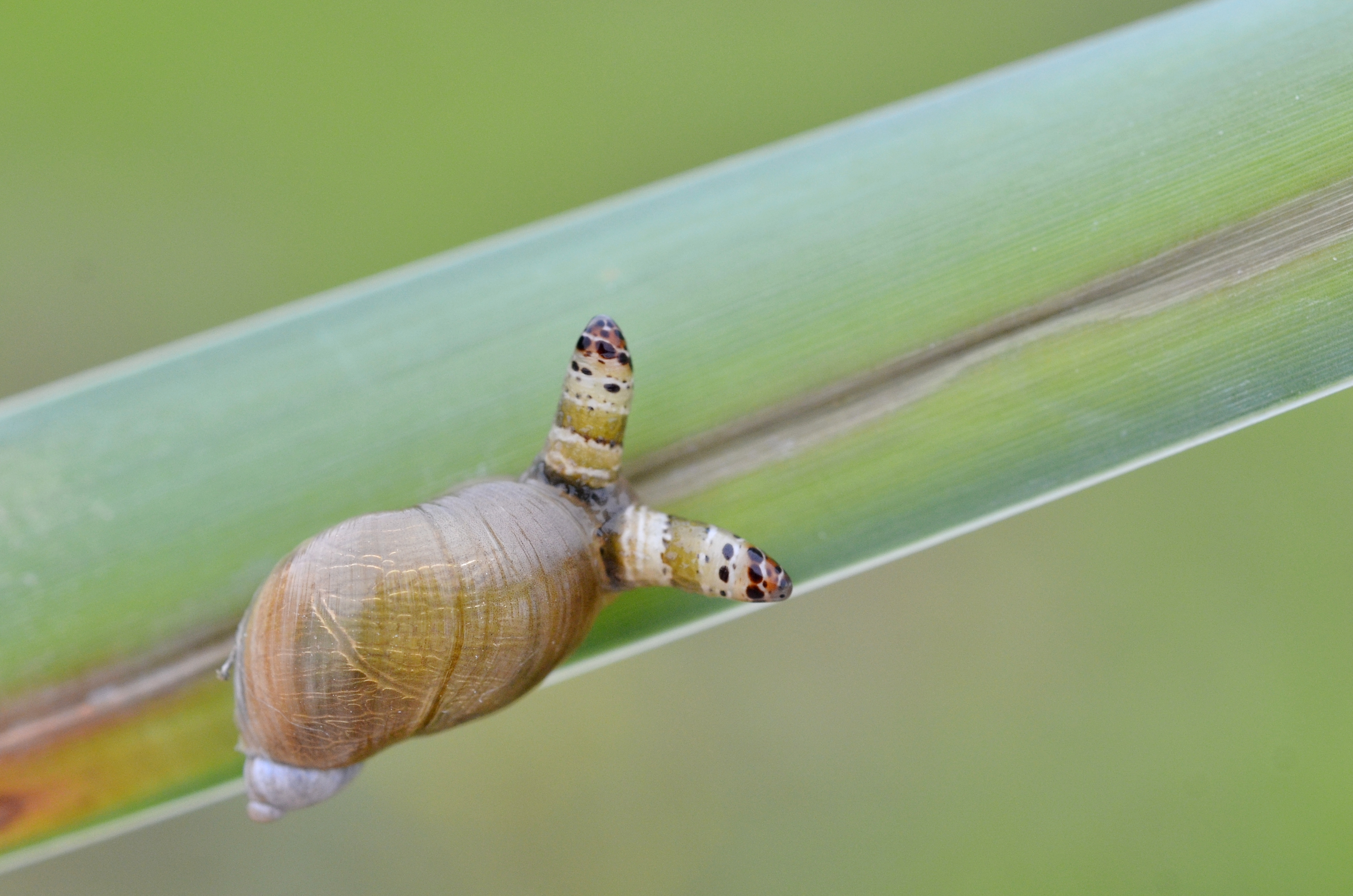